# تپه میرآباد
تپه میرآباد مربوط به دوره اشکانیان است و در شهرستان خاش، بخش نوک آباد، ۵۰ متری شرق روستای میرآباد واقع شده و این اثر در تاریخ ۱۲ دی ۱۳۸۶ با شمارهٔ ثبت ۲۰۳۶۶ به‌عنوان یکی از آثار ملی ایران به ثبت رسیده است.